# Glandularia tumidula
Glandularia tumidula là một loài thực vật có hoa trong họ Cỏ roi ngựa. Loài này được (L.M.Perry) Umber mô tả khoa học đầu tiên năm 1979.